# Metal Resistance
Metal Resistance (Ме́тал рези́станс) — второй студийный альбом группы Babymetal. Мировой релиз состоялся 1 апреля 2016 года в Японии под лейблом BMD Fox Records, а 1 апреля 2016, по всему миру под лейблами earMusic, RED Associated Labels (RAL) и Sony Music Entertainment. Основная работа над альбомом началась в 2014 году, вскоре после выхода дебютного альбома Babymetal. Участники группы описывают альбом как более разнообразный в стиле хэви-метал, с повторяющимися темами, приобретёнными во время гастролей.
Metal Resistance получил в целом положительные отзывы музыкальных критиков. Альбом занял второе место в еженедельном чарте Oricon с продажами за первую неделю в 132 881 единицу, а затем был сертифицирован как золотой, поскольку в Японии было продано более 230 000 копий. В Соединённых Штатах альбом дебютировал на 39 месте в Billboard 200, что стало самой высокой позицией для японского исполнителя со времён Кю Сакамото в 1963 году, с продажами за первую неделю 12 914 единиц, и стал вторым альбомом группы, возглавившим чарт World Albums. В Великобритании альбом занял пятнадцатое место в чарте UK Albums Chart, что стало самой высокой позицией, достигнутой японской группой. Две песни с альбома — «Road of Resistance» и «Karate» — были выпущены в качестве синглов ещё до выхода альбома и попали в чарт Billboard World Digital Songs.

## Предыстория
Материалы для альбома сформировались примерно в 2013 году, включая припев из песни «Amore» и живое исполнение песни «No Rain, No Rainbow», которая не вошла в дебютный альбом группы. Больше музыки, например, открывающий трек «Road of Resistance», было написано после выхода одноимённого альбома, в основном во время Babymetal World Tour 2014. Kobametal объяснил, что написание песен совпадало с выступлениями группы с этими песнями ещё до выхода альбома, с постоянной необходимостью подправлять музыку или тексты до официального релиза.
В интервью для Gigwise, отвечая на вопрос о смысле названия альбома, вокалистка Сузука Накамото объяснила: «Это не значит, что мы сопротивляемся чему-то как таковому, но в последний год нашей деятельности кажется, что мы боремся с чем-то каждый раз, когда выходим на сцену». Она сказала, что касается звучания, по сравнению с их дебютным альбомом: «Этот альбом содержит гораздо больше новых и различных типов металла, которые мы никогда не исполняли раньше. Мы очень сильно выросли в музыке, которую делаем, и этот альбом звучит немного старше и более зрело. С последнего альбома прошло два года, и на этой пластинке вы действительно можете услышать наше взросление». Далее она объяснила, что «металлическое сопротивление» (англ. metal resistance) было постоянной темой, часто упоминаемой во время их мировых туров. Основное послание в Metal Resistance заключается в том, чтобы «заставить всех собраться вместе как единое целое», именно поэтому было выбрано такое название, так как оно было представлением группы в то время.
Сравнивая с предыдущим альбомом группы, Юи Мидзуно объяснила, что группа обратилась к большему количеству музыкальных жанров, чем раньше, а также включила более позитивные тексты. Желая передать послание поклонникам, группа также записала песню на английском языке, а именно «The One». В интервью для Loudwire Моа Кикути рассказала о своих впечатлениях и чувствах, связанных с их вторым релизом:
Мы были в дороге, гастролируя в течение двух лет, поэтому мы были очень уверены в альбоме. Честно говоря, мы волновались, сможем ли мы сделать альбом лучше, чем предыдущий, но когда я послушала готовый новый Metal Resistance, это был такой интересный новый альбом, я почувствовала облегчение и определённо была полна уверенности.
На вопрос о решении выпустить две разные версии альбома для японского и международного релиза, Kobametal заявил, что не хотел иметь дело с изданиями, содержащими бонус-треки. В песне «Syncopation» чувствуется японская атмосфера, поэтому она должна была придать трек-листу более японское качество. С другой стороны, песня «From Dusk Till Dawn» содержит элементы электронной танцевальной музыки, вдохновлённой Skrillex, а также групп Linkin Park и Bring Me the Horizon. Эта песня кажется совершенно непохожей на все остальные в репертуаре группы, поэтому два трек-листа могут рассказать две разные истории, начиная с «Road of Resistance» и заканчивая «The One».

## Композиция
Согласно The Japan Times, альбом состоит из формулы с некоторыми элементами «металла 1980-х годов и симфонического металла, которые, возможно, больше подходят для смешивания с J-pop, чем с более современными поджанрами металла». В альбоме использованы различные поджанры металла; «Karate» содержит элементы грув-метала и ню-метала, «Tales of The Destinies» происходит из технического прогрессивного металла, «The One» вдохновлена симфоническим металлом, а «GJ!» имеет гитарные риффы металкора с электронными привкусами рэп-метала. «Sis. Anger» исполняется преимущественно в стиле блэк-метал. Для контраста, соло Su-metal в «No Rain, No Rainbow» описывается как «эпическая пауэр-баллада 80-х», а «Meta Taro» — это более синти-металл с викинг-металом. «Yava!» содержит элементы ска и описывается как «чистые гитары и панковские, почти стаккато куплеты», переходящие в «драйвовый металл», а «Amore» напоминает их предыдущий альбом с элементами мелодичного спид-метала. «Awadama Fever», как и «Gimme Chocolate!!!», следует жанрам drum and bass и bubblegum pop. Японский эксклюзивный трек «Syncopation» содержит элементы visual kei, а международный эксклюзивный трек «From Dusk Till Dawn» контрастирует по скорости с «Meta Taro», будучи более быстрым и демонстрируя «эпическое, достойное киносаундтрека ощущение» и фальцетный вокал.
В интервью для Loudwire Su-Metal описала текст песни «Awadama Fever», как «машина времени со вкусом мяты»: «В этой песне много элементов каваии. У меня сложилось впечатление, что, несмотря на то, что это металл, в нём проявляется много наших кавайных черт». Мидзуно описала тексты альбома как «очень позитивные, в них много мотивирующих элементов. Я надеюсь, что этот альбом поднимет настроение нашим слушателям и вдохновит их». Кикути выразила цель Metal Resistance, как: «Мы надеемся, что сможем объединить мир через музыку на этом альбоме — чтобы она стала мостом между нами и слушателями. Это то, чему мы уделяем большое внимание в этом альбоме».

## Выпуск и продвижение

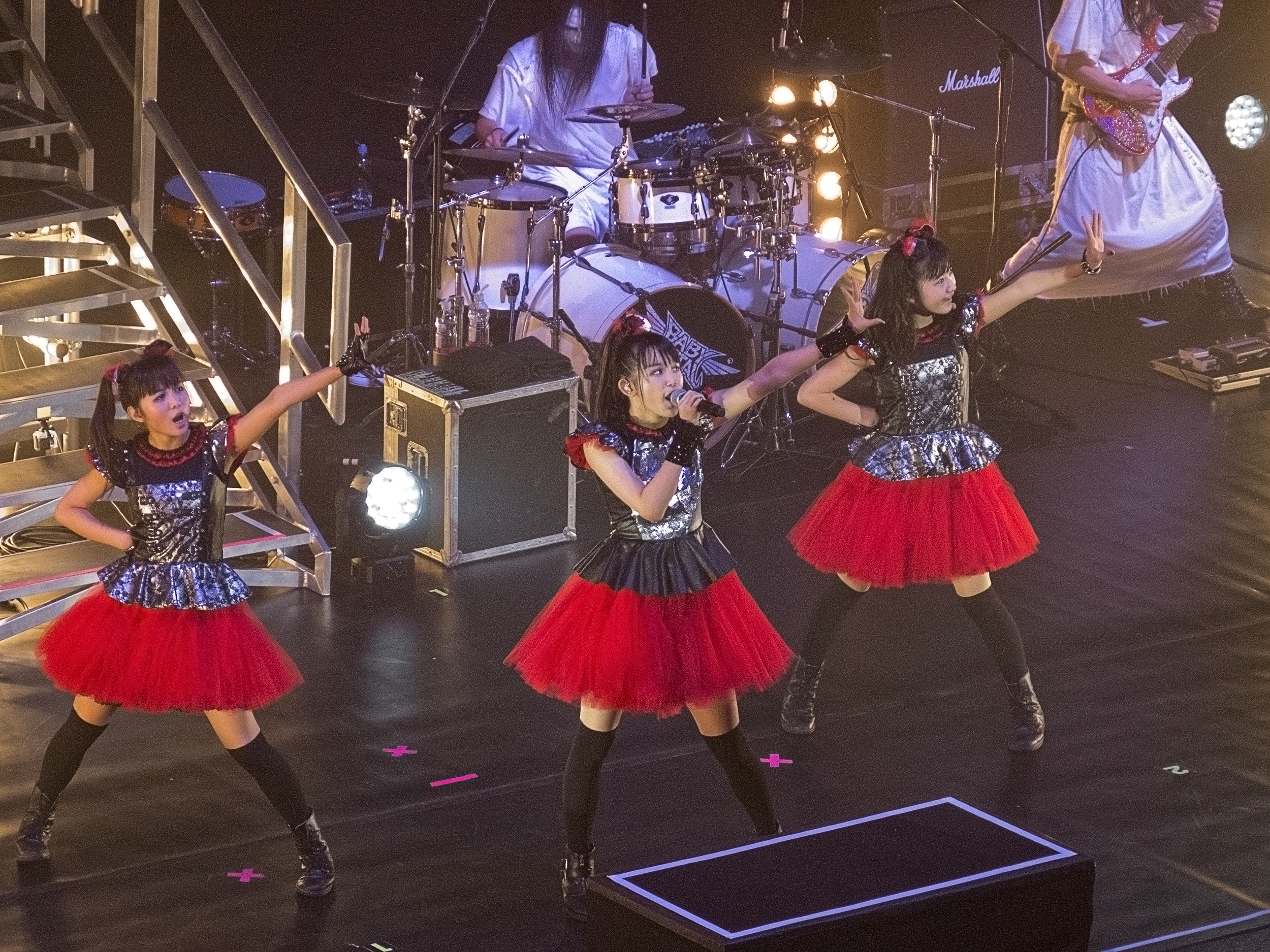
«Road of Resistance» была впервые исполнена во время Babymetal World Tour 2014.

Альбом Metal Resistance был анонсирован в декабре 2015 года одновременно с новостями о новом мировом турне, а название альбома было подтверждено в январе 2016 года. 19 февраля группа опубликовала обложки и трек-лист для трёх версий альбома, а также дату выхода главного сингла альбома «Karate» — 25 февраля. 25 февраля 2016 года на канале был выпущен тизер к альбому с песней «Karate», которая в тот же день была выпущена в качестве эфирного сингла. Альбом поступил в музыкальные магазины Японии 29 март 2016 года, за три дня до общемировой даты релиза. 5 апреля 2016 года группа исполнила песню «Gimme Chocolate!!!» из своего дебютного альбома Babymetal на шоу The Late Show со Стивеном Колбертом, что стало их первым появлением на телевидении в Соединённых Штатах. 14 сентября 2016 года ограниченное издание альбома было переиздано в честь возвращения в Японию в рамках Babymetal World Tour 2016: Legend Metal Resistance.

### Тур
13 декабрь 2015 года на официальном канале группы на YouTube было опубликовано видео, посвящённое ранее безымянному альбому, релиз которого был объявлен 1 апреля. Одновременно с этим было объявлено о мировом турне 2016 года с запланированной датой финального выступления в Tokyo Dome. Тур должен был начаться на арене Уэмбли 2 апреля 2016 года, на следующий день после мирового релиза альбома, и завершиться в Токио Доум 19 сентября 2016 года. 4 июля была объявлена ещё одна дата для Tokyo Dome, продлив тур до 20 сентября.

### Синглы и другие песни
Песня «Road of Resistance» ранее была выпущена в качестве цифрового сингла 1 февраля 2015 года, а затем в качестве бонус-трека на дебютном альбоме группы Babymetal. Она достигла пика в чарте Billboard World Digital Songs под номером 22. 25 февраля 2016 года песня «Karate» была выпущена в Соединённых Штатах в качестве сингла, и её музыкальное видео было загружено на YouTube 17 март 2016 года. Песня заняла второе место в чарте Billboard World Digital Songs. Su-metal описала песню так: «в ней есть не только флюиды Babymetal, но и японские элементы… Её текст изображает сильную волю идти дальше, независимо от того, что происходит в вашей жизни. Мы играем на концертах с сильной волей, поэтому мы можем соотнести её с текстом песни. Мы будем рады, если слушатели смогут почувствовать положительную энергию, слушая эту песню».
Музыкальное видео на песню «The One», было снято во время шоу Babymetal World Tour 2015 в Японии, премьера состоялась в США на Billboard.com, и позже стало доступно на YouTube 26 марта 2016 года. По словам Su-metal, поклонники группы коллективно называют её «той самой». Песня, наряду с «Tales of The Destinies», изначально была одним треком в производстве, и имеет мотив, напоминающий «We Are the World». Песня была выпущена в трёх вариантах: японская версия, английская версия и урезанная английская версия. Что касается английской версии песни, доступной на издании «Out of Japan» альбома Metal Resistance, Su-metal объяснила: «Многие люди из разных стран спрашивали нас, планируем ли мы когда-нибудь исполнить песню на английском языке. Мы очень рады, что теперь у нас есть песня на английском языке, которую мы можем петь все вместе».
До выхода альбома соло-песня Su-metal «No Rain, No Rainbow» была исполнена во время концертов Legend «1999» Yuimetal & Moametal Seitansai и Legend «Doomsday» Shokan no Gi, на каждый из которых было выпущено концертное видео. Мелодия черпает вдохновение от таких исполнителей, как X Japan и Билли Джоэл. По словам Su-metal, песня «могла бы быть выйти в рамках для нашего первого альбома, но я не очень понимала содержание её текста, когда впервые исполнила эту песню три года назад. Однако, исполняя эту песню на наших концертах, я обнаружила, что в процессе своего роста я развиваю не только вокальную технику, но и способы выражения своих эмоций через эту песню. Я думаю, что песня „No Rain, No Rainbow“ стала такой, какая она есть сейчас, благодаря моему опыту исполнения этой песни на наших концертах». Kobametal заявил, что до выхода альбома песня была исполнена только эти два раза, потому что ему было довольно сложно спродюсировать её без вспомогательной сценической постановки.
Кроме того, песня «Awadama Fever» была исполнена на шоу Legend «2015» New Year Fox Festival в 2015 году, которое было снято и выпущено на Blu-ray для членов фан-клуба «The One». Написанная участником группы AA= Такеши Уэда, песня считается поп-кроссовером, наряду с «Gimme Chocolate!!!» и «Doki Doki ☆ Morning». Премьера «Yava!» состоялась во время Babymetal World Tour 2015 на концерте в Makuhari Messe 21 июня 2015 года, который стал самым большим шоу группы на тот момент, собрав около 30 000 зрителей. Между этим исполнением песни и выпуском альбома Kobametal почувствовал необходимость в перестройке музыки, например, в удалении «дэт-рыка» из припева.

## Реакция
| Совокупная оценка    | Совокупная оценка |
| Источник             | Оценка            |
| -------------------- | ----------------- |
| Metacritic           | 74/100            |
| Оценки критиков      |                   |
| Источник             | Оценка            |
| AllMusic             | [ 30 ]            |
| Alternative Press    | [ 29 ]            |
| Consequence of Sound | B+                |
| InterMedia           | [ 31 ]            |
| Kerrang!             | [ 29 ]            |
| NME                  | [ 32 ]            |
| The Observer         | [ 33 ]            |
| Rock Sound           | 8/10              |

### Отзывы критиков
Metal Resistance получил в целом положительные отзывы от музыкальных критиков, большинство из которых хвалили вокальное исполнение участников группы. На сайте Metacritic альбом получил средний балл 74 из 100, что означает «в целом благоприятные отзывы», на основании восьми рецензий. Критик из Rock Sound Гэв Ллойд написал, что альбом устраняет сумасбродство их дебютного альбома, которое «шло в ущерб действительно великим песням», и «плавно переходит от одной блестяще смелой идеи к другой, не снижая качества». В рецензии на Kerrang! альбом был охарактеризован как «Как говорится, блестящее развлечение. И тут раздаётся выстрел». Джон Хадусек из Consequence of Sound написал, что группа оттачивает «сплав технического металла, танцевальной музыки и пауэр-попа, который одновременно компетентен и эмоционально бодрит», назвав «Karate» и «From Dusk Till Dawn» основными треками.
Фил Монгредиен из The Observer назвал альбом «нарушающим правила», похвалив «GJ!» и «Sis. Anger», но раскритиковав «шаблонную» «No Rain, No Rainbow» и английский текст песни «The One». Alternative Press написали, что хотя «музыкальные текстуры и тропы альбома могут стать повторяющимися, перед агрессивным энтузиазмом и искренностью Babymetal невозможно устоять». Тим Сендра из AllMusic заявил, что по сравнению с их дебютным альбомом, упор была сделана «в пользу более тяжёлого, более серьёзного подхода», и хотя он высоко оценил выступление трёх девушек, он утверждает, что «их подвели соавторы». Джордан Бассетт из NME похвалил J-pop-тягу песни «Amore», но назвал «Meta Taro» повторяющейся и заключил, что «следование вышеупомянутой формуле может быть довольно скучным».

### Коммерческий успех
Metal Resistance дебютировал на втором месте в ежедневном чарте Oricon 29 март 2016 года, достигнув вершины чарта в день мирового релиза альбома. Альбом дебютировал на втором месте в еженедельном чарте Oricon с 132 881 физическими копиями, уступив The JSB Legacy группы Sandaime J Soul Brothers. В Великобритании альбом дебютировал на пятнадцатом месте в чарте UK Albums Chart, сделав Babymetal самой рейтинговой японской группой, когда-либо занимавшей первое место в чарте. В США альбом дебютировал на 39 месте в Billboard 200 и на 7 месте в чарте цифровых альбомов. Это самый высокий японский хит в Billboard 200 за последние 53 года, со времён альбома Кю Сакамото «Sukiyaki and Other Japanese Hits», который достиг 26-го места в 1963 году.

### Награды
Рейтинги по итогам года
| Публикация  | Награда                            | Ранг |
| ----------- | ---------------------------------- | ---- |
| Consequence | 50 лучших альбомов 2016 года       | 31   |
| Loudwire    | 20 лучших метал-альбомов 2016 года | 15   |

Рейтинг по итогам десятилетия
| Публикация   | Награда                               | Ранг |
| ------------ | ------------------------------------- | ---- |
| Kerrang!     | 75 лучших альбомов 2010-х годов       | 70   |
| Louder Sound | 50 лучших метал-альбомов 2010-х годов | 7    |
| Louder Sound | 50 лучших рок-альбомов 2010-х годов   | 47   |

## Список композиций
| №                   | Название                                      | Текст песни                             | Музыка                        | Длительность |
| ------------------- | --------------------------------------------- | --------------------------------------- | ----------------------------- | ------------ |
| 1.                  | «Road of Resistance»                          | Kitsune of Metal God Mk-metal Kxbxmetal | Mish-Mosh Norimetal Kyt-metal | 5:18         |
| 2.                  | «KARATE»                                      | Yuyoyuppe                               | Yuyoyuppe                     | 4:23         |
| 3.                  | «Awadama Fever» (あわだまフィーバー)          | Mk-metal Kxbxmetal                      | Takeshi Ueda                  | 4:13         |
| 4.                  | «Yava!» (ヤバッ! Yaba!)                       | Nakametal Mk-metal Kxbxmetal            | Norimetal                     | 3:48         |
| 5.                  | «Amore» (Amore -蒼星-)                        | Norimetal Mk-metal Kxbxmetal            | Norimetal                     | 4:39         |
| 6.                  | «Meta Taro» (META! メタ太郎 Мэта! Мэта Таро:) | Kxbxmetal Ryu-metal                     | Ryu-metal                     | 4:06         |
| 7.                  | «Syncopation»                                 | Norimetal Kxbxmetal                     | Norimetal                     | 4:07         |
| 8.                  | «GJ!»                                         | Nakata Caos Yuyoyuppe                   | Yuyoyuppe                     | 2:56         |
| 9.                  | «Sis. Anger»                                  | Tsubometal Tmetal                       | Tsubometal                    | 3:45         |
| 10.                 | «No Rain, No Rainbow»                         | Yoshifu-metal Mk-metal Nakametal        | Yoshifu-metal                 | 4:50         |
| 11.                 | «Tales of the Destinies»                      | Kitsune of Metal God Kxbxmetal          | Mish-Mosh                     | 5:35         |
| 12.                 | «The One»                                     | Kitsune of Metal God Kxbxmetal          | Mish-Mosh                     | 6:29         |
| Общая длительность: | Общая длительность:                           | Общая длительность:                     | Общая длительность:           | 54:09        |

| №   | Название                 | Текст песни                           | Музыка    | Длительность |
| --- | ------------------------ | ------------------------------------- | --------- | ------------ |
| 7.  | «From Dusk Till Dawn»    | Kitsune of Metal God Kxbxmetal Tmetal | Yuyoyuppe | 3:50         |
| 12. | «The One (English ver.)» | Kitsune of Metal God Kxbxmetal        | Mish-Mosh | 6:29         |

| №   | Название                                             | Текст песни                    | Музыка    | Длительность |
| --- | ---------------------------------------------------- | ------------------------------ | --------- | ------------ |
| 8.  | «GJ!» (Reward edit) (GJ! -ご褒美編- GJ! -Gohōbihen-) | Nakata Caos Yuyoyuppe          | Yuyoyuppe | 2:56         |
| 12. | «The One (Unfinished ver.)»                          | Kitsune of Metal God Kxbxmetal | Mish-Mosh | 3:49         |

Заметки
- Герман Ли и Сэм Тотман появились на альбоме «Road of Resistance» и являются ведущими артистами на цифровом релизе в Великобритании[48].
- Песня «Tales of The Destinies» сокращена на лимитированном издании «The One», чтобы плавно перейти в «The One».

## Чарты и сертификации
| Чарт (2016)                                   | Позиция |
| --------------------------------------------- | ------- |
| Австралия (ARIA)                              | 7       |
| Австрия (Ö3 Austria)                          | 22      |
| Бельгия/Фландрия (Ultratop)                   | 63      |
| Бельгия/Валлония (Ultratop)                   | 113     |
| Канада (Canadian Albums Chart)                | 74      |
| Нидерланды (Album Top 100)                    | 71      |
| Финляндия (Suomen virallinen lista)           | 45      |
| Франция (SNEP)                                | 108     |
| Германия (Offizielle Top 100)                 | 36      |
| Japanese Albums (Oricon)                      | 2       |
| Japanese Albums (Billboard)                   | 2       |
| Новая Зеландия (RMNZ)                         | 31      |
| Швейцария (Schweizer Hitparade)               | 55      |
| Великобритания (UK Albums Chart)              | 15      |
| Великобритания (UK Independent Albums Chart)  | 5       |
| Великобритания (UK Rock & Metal Albums Chart) | 2       |
| US Billboard 200                              | 39      |
| US Hard Rock Albums (Billboard)               | 2       |
| US Independent Albums (Billboard)             | 4       |
| US Top Rock Albums (Billboard)                | 6       |
| US World Albums (Billboard)                   | 1       |

| Чарт (2016)              | Позиция |
| ------------------------ | ------- |
| Japanese Albums (Oricon) | 4       |

| Чарт (2016)                         | Позиция |
| ----------------------------------- | ------- |
| US Top Hard Rock Albums (Billboard) | 39      |
| US World Albums (Billboard)         | 3       |

### Сертификации
| Регион                                                      | Сертификация | Продажи  |
| ----------------------------------------------------------- | ------------ | -------- |
| Япония (RIAJ)                                               | Золотой      | 100 000^ |
| ^ Данные о тиражах приведены только на основе сертификации. |              |          |

## История релизов
| Регион         | Дата             | Формат                     | Лейбл                                     | Издание(я)                                               | Каталог    | Прим.  |
| -------------- | ---------------- | -------------------------- | ----------------------------------------- | -------------------------------------------------------- | ---------- | ------ |
| Япония         | 29 марта 2016    | CD, DVD                    | BMD Fox Records Toy's Factory Amuse, Inc. | Лимитированное                                           | TFCC-86545 | [ 74 ] |
| Япония         | 29 марта 2016    | CD                         | BMD Fox Records Toy's Factory Amuse, Inc. | Стандартное                                              | TFCC-86546 | [ 13 ] |
| Япония         | 1 апреля 2016    | LP цифровая дистрибуция    | BMD Fox Records Toy's Factory Amuse, Inc. | Стандартное                                              | PPTF-3870  | [ 75 ] |
| Япония         | 1 апреля 2016    | CD, Blu-ray                | BMD Fox Records Amuse, Inc.               | «The One» лимитированное                                 | ONEC-0002  | [ 76 ] |
| Великобритания | 1 апреля 2016    | CD LP цифровая дистрибуция | earMusic                                  | «Out of Japan»                                           | 0210923EMU | [ 77 ] |
| Германия       | 1 апреля 2016    | CD LP цифровая дистрибуция | earMusic                                  | «Out of Japan»                                           | 0210923EMU | [ 78 ] |
| США            | 1 апреля 2016    | CD LP цифровая дистрибуция | RAL Sony Music Entertainment              | «Out of Japan»                                           | 8875193202 | [ 79 ] |
| Япония         | 14 сентября 2016 | CD, DVD                    | BMD Fox Records Toy's Factory Amuse, Inc. | Лимитированное (Посещение памятных мероприятий в Японии) | TFCC-86572 | [ 15 ] |